# Hemibagrus nemurus
Hemibagrus nemurus (Хемібагрус ниткохвостий) — вид риб з роду Hemibagrus родини Bagridae ряду сомоподібні.

## Опис
Загальна довжина сягає 65 см. Голова пласка, верхня частина зморшкувата. Очі доволі великі. Рот вузький. Є 4 пари вусиків, що тягнуться до грудних плавців. Тулуб витягнутий. Промені спинного та хвостових плавців являють нитчасті подовження. Спинний плавець довгий, з 2 жорсткими та 7 м'якими променями. Жировий плавець відносно невеликий, дещо менший за анальний. У грудного плавця шип зазубрений з внутрішнього боку. Анальний плавець складається з 10—13 м'яких променів. Хвостовий плавець добре розвинений, розрізаний, з широкими лопатями.
Забарвлення коричневе з зеленуватим блиском. Плавці з сивиною з фіолетовим відтінком. Хвостовий плавець блідо-рожевий або помаранчевий.

## Спосіб життя
Зустрічається у великих річках з повільною течією та мулистим ґрунтом. Також тримається у затоплених лісах. Доволі агресивна риба. Одинак. Живиться екзогенними комахами, личинками водних комах, креветками та іншими ракоподібними, дрібними рибами.
Є об'єктом місцевого рибальства.

## Розповсюдження
Мешкає у річках Меконг, Чао-Прайя, Хе-Банхай. Також зустрічається в річках Малаккського піострова, островів Ява, Суматра та Калімантан.